# Madruga
Madruga là một đô thị và thành phố ở tỉnh La Habana của Cuba. Đô thị này nằm ở phía đông tỉnh, giữa Matanzas và Güines.
Năm thành lập là 1803.

## Thông tin nhân khẩu
Năm 2004, đô thị Madruga có dân số 30.640 người. Diện tích là 464 km² (179,2 mi²), với mật độ dân số là 66,0người/km² (170,9người/sq mi).
Đô thị này được chia thành các phường (barrio) Concordia y Cayajabos, Este, Itabo, Majagua, Oeste, Sabana de Robles và San Blas.